# Igor Iwanowitsch Sikorski

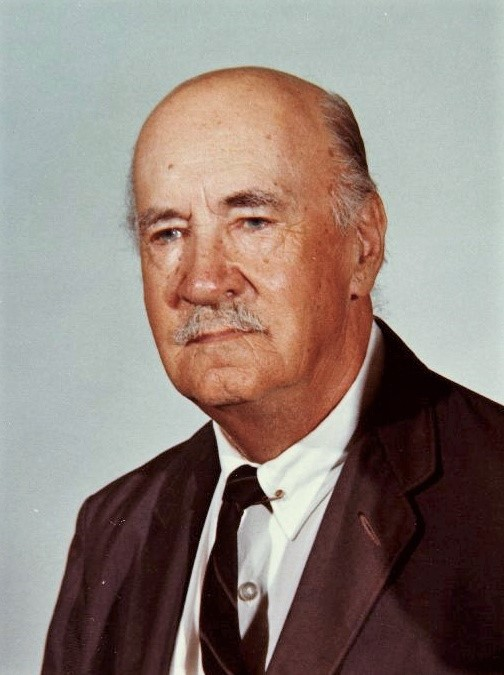
Igor I. Sikorski

Igor Iwanowitsch Sikorski (auch Sikorsky, russisch Игорь Иванович Сикорский, ukrainisch Ігор Іванович Сікорський Ihor Iwanowytsch Sikorskyj, wissenschaftliche Transliteration Igor' Ivanovič Sikorskij (russisch) bzw. Igor Ivanovyč Sikorsʹkyj (ukrainisch); * 25. Mai 1889 in Kiew, Russisches Kaiserreich; † 26. Oktober 1972 in Easton, Connecticut, Vereinigte Staaten) war ein russisch-ukrainischer und US-amerikanischer Luftfahrtpionier. Er schuf die ersten viermotorigen Flugzeuge und mit ihnen Grundlagen für die moderne Passagierluftfahrt. Er kann als Konstrukteur des ersten flugfähigen Riesenflugzeugs angesehen werden, der Russki Witjas. Sehr viel bekannter sind jedoch seine Arbeiten als Konstrukteur und Erbauer von Hubschraubern, nicht zuletzt durch den noch heute unter seinem Namen existierenden Hubschrauberproduzenten.

## Leben
Igor Sikorski kam als jüngster Sohn des Medizinprofessors der Universität Kiew Iwan Sikorskyj, des Sprosses einer ukrainischen Priesterfamilie, in Kiew zur Welt. Igor Sikorskis Mutter hieß Marija Stefanowna Sikorskaja (geborene Temrjuk-Tscherkassowa) und war nichtpraktizierende Ärztin.

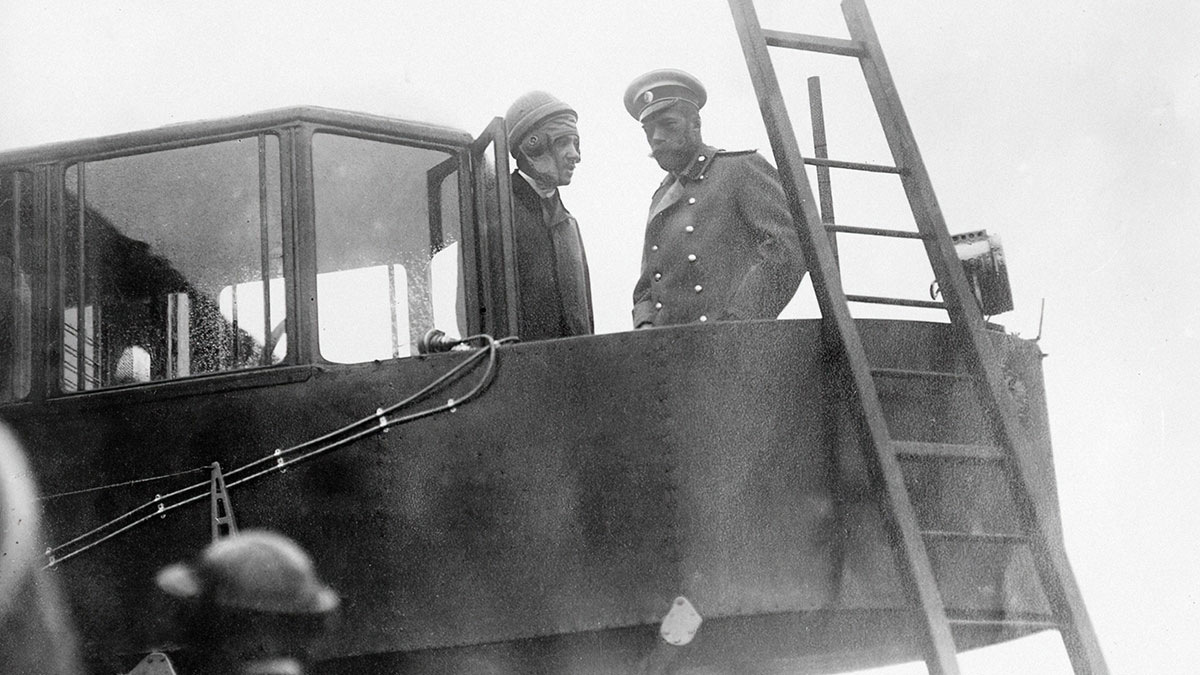
Sikorski und Nikolaus II.

Er studierte am Militärischen Marineinstitut in Sankt Petersburg. Unter seinen Arbeiten als Chefingenieur der Luftfahrtabteilung von Russo-Balt (Russisch-Baltische Waggonfabrik, größtes Industriekonglomerat des Russischen Reiches mit Eisenbahn-, Automobil- und Flugzeugproduktion in Riga, Moskau und Sankt-Petersburg) war das erste viermotorige Flugzeug Russki Witjas (russischer Recke), das er selbst am 13. Mai 1913 einflog. Eine Weiterentwicklung davon war die von Fjodor Fjodorowitsch Tereschtschenko finanzierte Ilja Muromez. Sikorskis Flugzeuge wurden von der russischen Armee im Ersten Weltkrieg als Bomber eingesetzt.
Igor Sikorski war in Russland mit Olga Fjodorowna Simkowitsch verheiratet und hatte mit ihr eine Tochter, Tatjana, die 1918 in Kiew geboren wurde und bis 22. September 2008 lebte. Die Ehe wurde geschieden. Igor Sikorski emigrierte nach der russischen Revolution von 1917 während des russischen Bürgerkriegs 1919 im Alter von 30 Jahren in die USA. Die Tochter Tatjana blieb bei ihrer Mutter in Russland.
Seine spätere zweite Frau Elisabet Aleksejewna Semjonowa (* 1903 in Slawna, Russland; † 1995) verlor ihre Eltern in der russischen Revolution und arbeitete in einem Krankenhaus des Roten Kreuzes für Flüchtlinge in Sibirien. Als das Rote Kreuz aus Russland vertrieben wurde, wurde Elisabet Semjonowa nach Japan geschmuggelt, wo sie drei Jahre als Kindermädchen bei einer japanischen Familie arbeitete und mit erspartem Geld 1920 in die USA reiste. In den frühen 1920er-Jahren begegneten sich Igor Sikorski und Elizabeth Semjonowa am Russian Collegiate Institute in New York City, wo beide unterrichteten. Sie heirateten 1924 in New York. 1923 emigrierten die Schwestern von Igor Sikorsky in die USA und brachten seine Tochter Tatjana mit. 
Igor und Elisabet Sikorski bekamen vier Söhne: Sergei, Nikolai, Igor Jr. und George. Der 1925 erstgeborene Sergei erhielt den Vornamen nach dem Komponisten Sergei Rachmaninow. 1928 erhielt Sikorski die US-amerikanische Staatsbürgerschaft. 

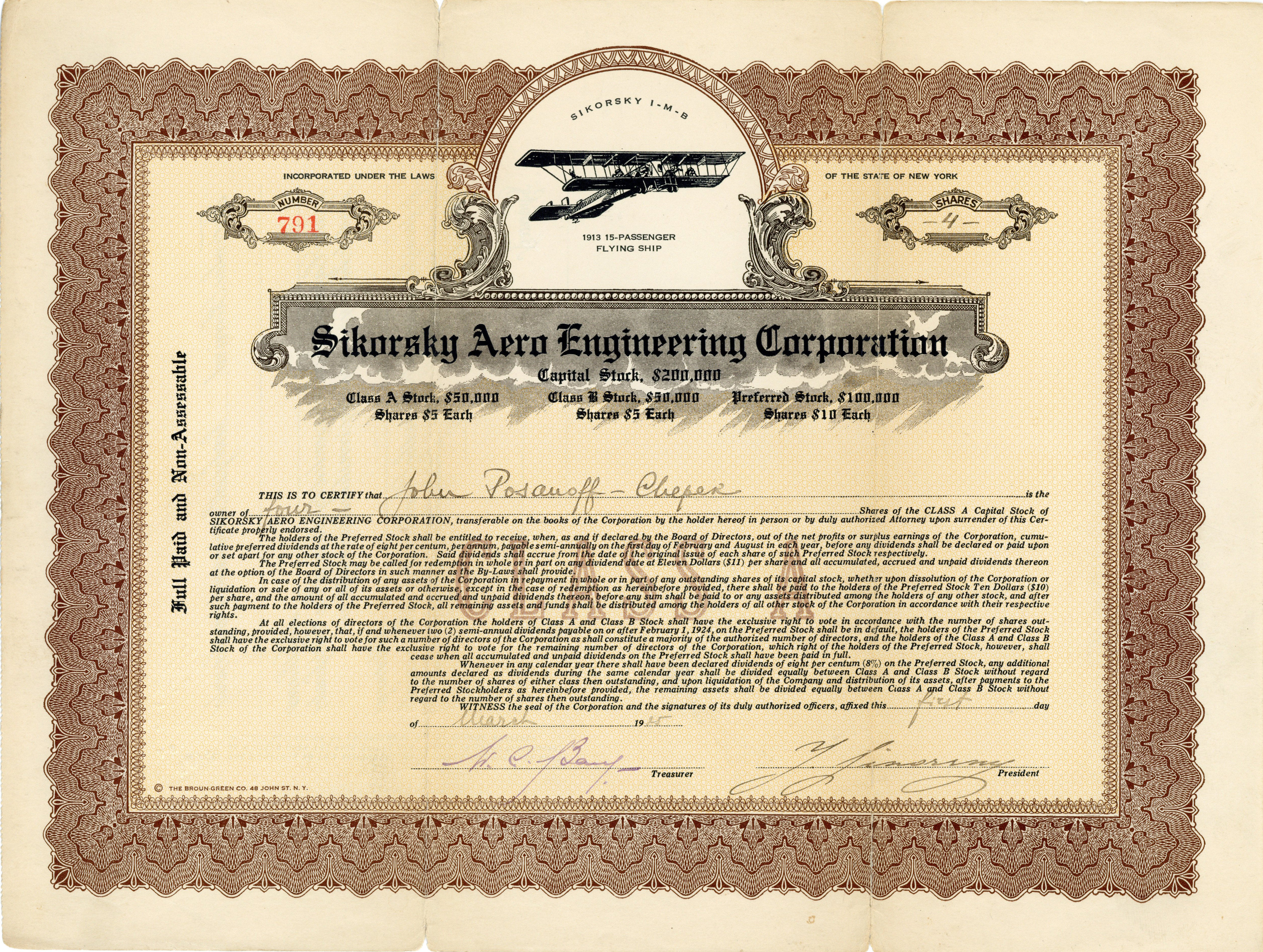
Aktie der Sikorsky Aero Engineering Corporation, ausgegeben am 1. März 1925, im Original unterschrieben von Igor Sikorsky als Präsident

Sikorski gründete 1923 mit Unterstützung vieler emigrierter Russen, auch mit der Rachmaninows, die Sikorsky Aero Engineering Company, die später von United Aircraft übernommen wurde. Mittlerweile sind beide Firmen ein Teil der United Technologies Corporation. Das Unternehmen fertigte Flugboote wie die Sikorsky S-42, die von Pan Am für transatlantische Flüge eingesetzt wurden, und als Pan Am Clipper bekannt wurden, vor allem aber Hubschrauber.
Bereits in Russland hatte Sikorski mit Hubschraubern experimentiert. Am 13. Mai 1940 startete er zum ersten Freiflug mit dem Sikorsky VS-300, der einen Hauptrotor und zum Drehmomentausgleich einen Heckrotor besaß. Diese auch Heckrotor-Konfiguration genannte Form gilt heute als Standardbauweise, da sie am häufigsten angewandt wird.
1955 wurde Sikorski mit der James-Watt-Medaille ausgezeichnet. Die Sikorsky Aircraft Corporation ist bis heute einer der führenden Hubschrauberhersteller.

## Ehrungen

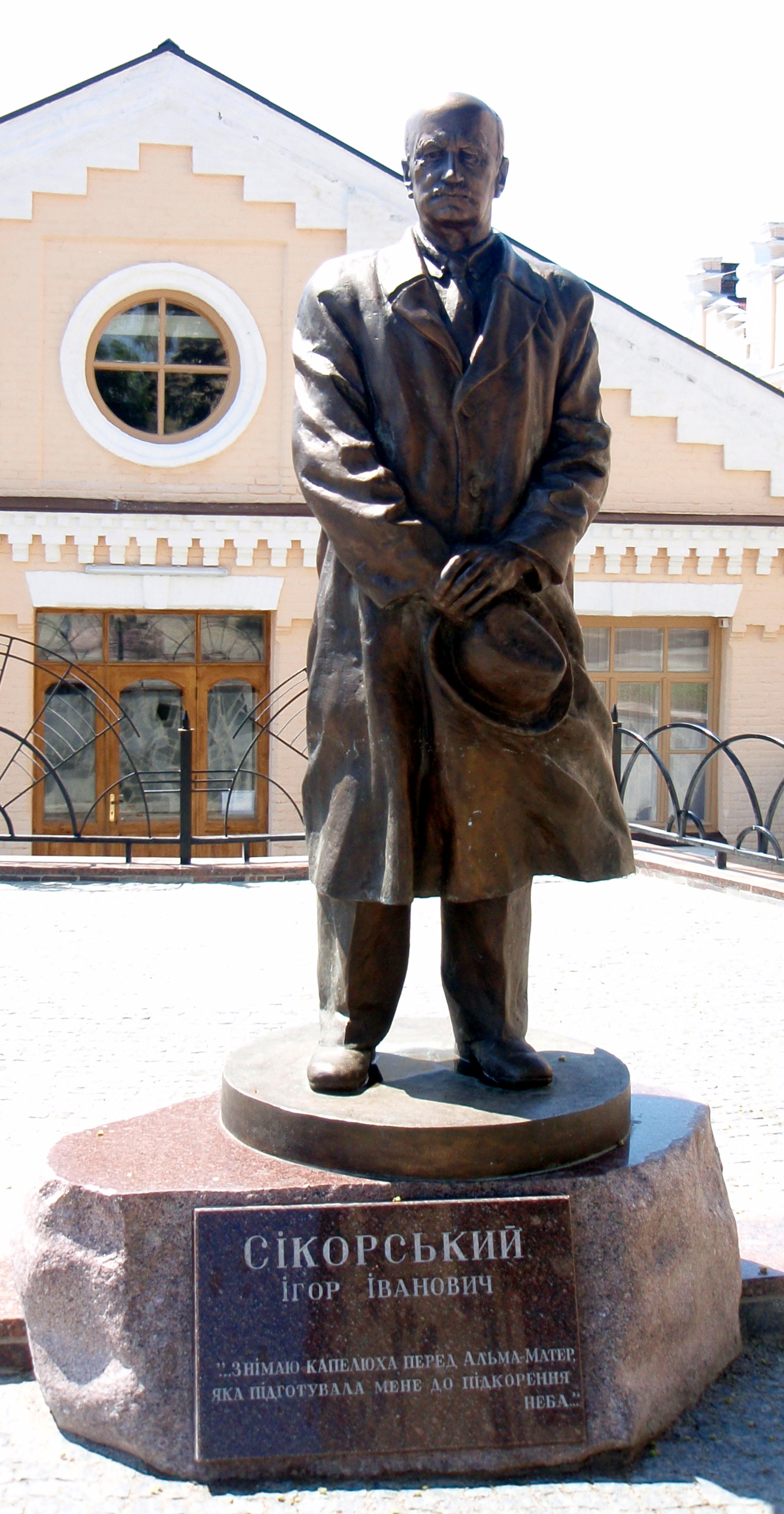
Igor-Sikorski-Denkmal in Kiew

1968 wurde er zum Mitglied der National Academy of Engineering gewählt. Der von der American Helicopter Society 1980 ausgeschriebene Preis für Muskelkraft-Hubschrauberflug – gespendet von der Sikorsky Aircraft Corporation und im Jahr 2010 auf 250.000 USD erhöht – wurde nach Sikorsky benannt. Erst am 13. Juni 2013 konnte ein kanadisches Team mit dem AeroVelo Atlas den Preis gewinnen.
Seit dem 23. September 1960 trägt der Sikorski-Gletscher auf der Antarktischen Halbinsel seinen Namen.
1979 wurde der Mondkrater Sikorsky nach Igor Sikorski benannt.
Am 23. Mai 2000 wurde ein Asteroid nach ihm benannt: (10090) Sikorsky.
Am 25. März 2010 veröffentlichte Autodesk eine neue Version von Autodesk Inventor, bei dem Sikorskis Name ihm zu Ehren Pate für die firmeninterne Bezeichnung stand.
Im Frühjahr 2018 wurde der Kiewer Flughafen Schuljany zu seinen Ehren auf Beschluss des Kiewer Stadtrats in Igor-Sikorski-Flughafen Kiew umbenannt.